# Суяб
Суяб (перс. سوی آب ‎ кит.: 碎葉) — середньовічне місто Чуйської долини, що розташовувалося на Великому шовковому шляху.
Залишки міста ототожнюються з руїнами біля сучасного села Ак-Бешим, за 6 кілометрів на південний захід від Токмака (Киргизстан).